# 奧丁 (漫威漫畫)
奧丁·波爾森（英語：Odin Borson），是一位登場於漫威漫畫的神祇，祂是神族阿斯嘉特的王，英雄索爾的父親及反派洛基的養父。

## 經歷
奧丁是阿斯嘉的上任王者波爾和霜巨人貝斯特拉之子，年輕時祂與祂的兄長威利、毅旅行途中不慎進入了穆斯貝爾海姆，兄長犧牲性命將力量貫注給了奧丁，才使祂成功逃出蘇爾特的魔掌。
成年後的奧丁與化名為嬌德的蓋亞結婚，生下了索爾。之後在與霜巨人戰爭的途中，收養了他們首領勞菲的兒子，也就是之後的洛基。
奧丁為了獲取強大的知識及力量而與密米爾之泉的守衛密米爾做交易，以自己的右眼換得了一口泉水。
奧丁與其他阿斯嘉人經歷過無數次諸神黃昏的輪迴，根據記載，奧丁初次在人類面前現身是約西元前10,000年左右。
距今約1,000年前，創造出人類的宇宙神族天神族第三次來到地球，結果與北歐、希臘、羅馬、印度、中國、日本等各神族起了衝突，開戰的結果是地球上的所有神族發誓從今以後放棄對人類的掌控，從此神族在人類面前消失，只以神話的形式流傳於世。
為了矯正兒子索爾傲慢的性格，奧丁沒收了雷神之鎚並消除其記憶後放逐至密加德，同時還幫祂做了一個新軀體，並在裡頭放進另一個靈魂：唐納·布雷克醫生。十年之後，唐納在挪威旅行時被一群來自土星的石頭人襲擊，逃跑途中他撿了一根木杖當武器，結果木杖變回了雷神之鎚，同時索爾的靈魂也甦醒。
奧丁對索爾在人間的生活頻頻干涉，例如多次阻撓祂與珍·佛斯特的戀情，雖然祂之後給予了珍機會成為女神，但最後珍沒能通過考驗，於是這段戀情就此結束。
奧丁曾兩度被蘇爾特所殺，第一次由祂與芙瑞嘉所生的兒子巴德爾擔任代理國王，第二次則由索爾正式繼位，還一併繼承了「奧丁之力」。
奧丁的靈魂將索爾從海姆冥界解放後將其送往「陰影中的眾神」——一群暗中操縱北歐諸神命運，藉由諸神黃昏來獲取力量的古神族——的所在地，索爾為了取勝而與密米爾交易，以雙眼及生命換得了更強大的力量，最後陰影中的眾神被滅族，北歐諸神從無止盡的輪迴中脫離了出來。
之後索爾在地獄邊境找到了奧丁，祂幾年來都居於此，阻擋蘇爾特的侵略，索爾想帶祂回去，但奧丁則希望索爾繼續擔任國王。
後來為了抵擋Ulthana Thoth的侵略，索爾復活了奧丁。之後奧丁預見阿斯嘉特將滅亡，於是將整個阿斯嘉特搬到了奧克拉荷馬州。
奧丁在阿斯嘉特舊址散步時突然感知到了祂的兄長寇·博爾森（原型為神話中的耶夢加得）甦醒了，同時祂注意到同樣感知到此事的觀察者奧圖在旁邊，奧丁怒斥奧圖見死不救，奧丁的咆哮引起索爾注意前來詢問詳情，但氣憤的奧丁與其爭吵後離去。
之後奧丁帶領眾神回去阿斯嘉特舊址，唯獨索爾拒絕而留下來與復仇者等英雄對抗耶夢加得，後來祂才知道奧丁之所以情緒不穩定，是因為根據預言，索爾將與耶夢加得同歸於盡。
索爾知道真相後沒有動搖，反而去勸說奧丁，最後奧丁同意協助人類戰鬥，並在索爾臨走前給予祂擁有「奧丁之力」的奧丁之劍。而鋼鐵人也來到阿斯嘉特請求奧丁出借煉鐵廠使用，於是奧丁便帶他到矮人的煉鐵廠，讓他與矮人合作打造武器。
在洛基的計畫下，耶夢加得的「設定」被修改，心靈上出現了弱點，使得索爾成功殺死祂，但自己也在走了數步後，筋疲力盡而死。
奧丁因難過及內疚而辭去王位，並將自己與耶夢加得的屍首關在宮中，直到洛基將祂帶出來，奧丁再次擔任國王。

## 能力
- 超級力氣：奧丁的力氣就算以阿斯嘉人的角度來看依然驚人，祂全盛時期可舉起達90噸的重物，就算是年邁的現在依然能舉起至少60噸。
- 超級耐力：祂要不間斷地運動好幾個月才會感到疲勞。
- 超級防禦：祂的肉體能暴露在任何溫度、氣壓下，就算從宇宙摔到地表也不會受到絲毫損傷，目前依然不清楚祂防禦力的極限。
- 超再生：奧丁的再生速度遠超其他阿斯嘉人，可以在短時間內再生器官甚至斷肢。
- 長壽：阿斯嘉人雖然不像某些神族一樣不朽，但其壽命依然超乎人類想像。此外祂們還免疫所有已知的病毒及細菌。
- 飛行
- 奧丁之力：奧丁能操縱大量魔法能量，被稱為「奧丁之力」，這股力量非常強大，連銀色衝浪手及薩諾斯聯手都無法與之抗衡。還曾經輕鬆擊倒吸收了整個阿斯嘉特本身的吸收人（英语：Absorbing Man），或著反物質空間之王殲滅者。祂能用這股力量做任何事：
  - 心靈能力：奧丁能進行大範圍的思想讀取、控制、刪除及修改。
  - 發射能量：奧丁能投射出能量當作攻擊手段，銀色衝浪手就曾被一個隨手施展的爆炸擊敗，甚至可以一擊毀滅一個星球。
  - 控制時間：奧丁能暫停時間甚至穿梭時空。
  - 改變大小：奧丁能改變自身的大小。
  - 防護罩：奧丁能投射出防護罩來進行防禦，大小甚至能壟罩整座城市。
  - 傳送：奧丁能將任何物體傳送至任何維度。
  - 復活：奧丁曾復活索爾及布倫希爾德，以及殺死冥界女王海拉後立刻復活她。
  - 附魔：奧丁能對任何物品施予魔法，例如在雷神之鎚上施予「正直勇敢的戰士才能舉起」的魔法。效果能持續到祂自己解除或被更強的魔法覆蓋、解除為止。
  - 其他眾多的魔法：除了以上，奧丁還精通許多不同的強大魔法，例如恐懼本源時，耶夢加得收了灰石像鬼（英语：Grey Gargoyle）為祂的使者並強化其的石化能力，並用這項能力石化了巴黎所有居民，但奧丁彈指間就將他們復原了。

## 其他媒體

### 電影
- 漫威電影宇宙：由安東尼·霍普金斯飾演奧丁。
  - （2011年）
  - 《雷神索爾2：黑暗世界》（2013年）
  - 《雷神索爾3：諸神黃昏》（2017年）

### 動畫
- 《復仇者：蓋世英雄》（2010年）中登場

### 遊戲
- 《MARVEL未來之戰》：手機遊戲，奧丁是玩家可使用角色之一。

## 外部連結
- （英文） 奧丁 （页面存档备份，存于） at the Marvel Universe wiki